# Кинта-де-Тилькоко
Кинта-де-Тилькоко (исп. Quinta de Tilcoco) — город в Чили. Административный центр одноимённой коммуны. Население — 5.850 человек (2002).   Город и коммуна входит в состав провинции Качапоаль и области Либертадор-Хенераль-Бернардо-О’Хиггинс.
Территория — 93 км². Численность населения — 13 002 жителя (2017). Плотность населения — 139,8 чел./км².

## Расположение
Город расположен в 31 км на юго-запад от административного центра области города Ранкагуа.
Коммуна граничит:
- на севере — c коммуной Коинко
- на востоке — с коммуной Ренго
- на юге — c коммуной Мальоа
- на западе — c коммуной Сан-Висенте-де-Тагуа

## Демография
Согласно сведениям, собранным в ходе переписи 2017 г  Национальным институтом статистики (INE),  население коммуны составляет:
| Полное население                          | Полное население                          | Полное население                          | Полное население                          | Полное население                          | 13 002 |
| ----------------------------------------- | ----------------------------------------- | ----------------------------------------- | ----------------------------------------- | ----------------------------------------- | ------ |
| в том числе:                              | Городское население                       | 7 278                                     | Процент городского населения, %           | 55,98                                     |        |
|                                           | Сельское население                        | 5 724                                     | Процент сельского населения, %            | 44,02                                     |        |
|                                           | Мужское население                         | 6 519                                     | Процент мужского населения, %             | 50,14                                     |        |
|                                           | Женское население                         | 6 483                                     | Процент женского населения, %             | 49,86                                     |        |
| Плотность населения, чел/км²              | Плотность населения, чел/км²              | Плотность населения, чел/км²              | Плотность населения, чел/км²              | Плотность населения, чел/км²              | 139,8  |
| Население коммуны в % к населению области | Население коммуны в % к населению области | Население коммуны в % к населению области | Население коммуны в % к населению области | Население коммуны в % к населению области | 1,42   |

| Динамика изменения населения коммуны | Динамика изменения населения коммуны | Динамика изменения населения коммуны | Динамика изменения населения коммуны |
| ------------------------------------ | ------------------------------------ | ------------------------------------ | ------------------------------------ |
| 1992                                 | 2002                                 | 2012                                 | 2017                                 |
| 10782                                | 11380▲                               | 13508▲                               | 13002▼                               |

## Важнейшие населенные пункты[4]
| №  | Населённый пункт         | Населённый пункт (исп.) | Категория | Население чел. (2002) | На карте                        |
| -- | ------------------------ | ----------------------- | --------- | --------------------- | ------------------------------- |
| 1  | Кинта-де-Тилькоко        | Quinta de Tilcoco       | город     | 5850                  | 34°21′20″ ю. ш. 70°57′57″ з. д. |
| 2  | Гуакаруэ                 | Guacarhue               | поселок   | 951                   | 34°21′17″ ю. ш. 71°01′13″ з. д. |
| 3  | Ла-Винья                 | La Viña                 | поселок   | 822                   | 34°20′12″ ю. ш. 70°57′50″ з. д. |
| 4  | Эль-Гуапи                | El Guapi                | поселок   | 435                   | 34°21′17″ ю. ш. 71°02′43″ з. д. |
| 5  | Эль-Ромераль             | El Romeral              | поселок   | 341                   | 34°20′34″ ю. ш. 70°59′59″ з. д. |
| 6  | Каррисаль                | Carrizal                | поселок   | 335                   | 34°22′33″ ю. ш. 71°03′20″ з. д. |
| 7  | Альто-дель-Рио           | Alto del Río            | поселок   | 334                   | 34°22′49″ ю. ш. 71°01′44″ з. д. |
| 8  | Ла-Эстакада              | La Estacada             | поселок   | 285                   | 34°22′09″ ю. ш. 71°01′45″ з. д. |
| 9  | Лас-Пальмас-де-Арриба    | Las Palmas de Arriba    | поселок   | 258                   | 34°21′39″ ю. ш. 71°00′24″ з. д. |
| 10 | Пуэнте-Альта             | Puente Alta             | поселок   | 198                   | 34°22′47″ ю. ш. 71°00′14″ з. д. |
| 11 | Ла-Моча                  | La Mocha                | поселок   | 137                   | 34°21′11″ ю. ш. 71°00′23″ з. д. |
| 12 | Эль-Пантеон-де-Лос-Вилос | El Panteón de Los Vivos | поселок   | 117                   | 34°22′42″ ю. ш. 70°59′57″ з. д. |
| 13 | Ринконада                | Rinconada               | поселок   | 104                   | 34°21′09″ ю. ш. 71°01′52″ з. д. |